# Донецьке (Ізюмський район)
Доне́цьке (до 1930 року — Ковалівка) — село в Україні, у Оскільській сільській територіальній громаді Ізюмського району Харківської області. Населення становить 235 осіб. До 2020 орган місцевого самоврядування— Малокомишуваська сільська рада.

## Географія
Село Донецьке знаходиться на правому березі річки Сіверський Донець, вище за течією на відстані 2 км розташовані села Шпаківка і Топольське, нижче за течією примикає до міста Ізюм, на протилежному березі річки розташоване село Сніжківка. Поруч із селом проходить автомобільна дорога Р79, за 2 км проходить автомобільна дорога E40 (М03).

## Історія
Кінець 18 ст. — перша згадка про село Ковалівка.
1930 — перейменоване в село Донецьке.
Під час організованого радянською владою Голодомору 1932—1933 років померло щонайменше 43 жителі села.
16 червня 2009 року село було газофіковане.
12 червня 2020 року, розпорядженням Кабінету Міністрів України № 725-р «Про визначення адміністративних центрів та затвердження територій територіальних громад Харківської області», увійшло до складу Оскільської сільської територіальної громади.
19 липня 2020 року, в результаті адміністративно-територіальної реформи та ліквідації Ізюмського району (1923—2020), село увійшло до складу новоутвореного Ізюмського району.

## Населення
Згідно з переписом УРСР 1989 року чисельність наявного населення села становила 263 особи, з яких 119 чоловіків та 144 жінки.
За переписом населення України 2001 року в селі мешкало 235 осіб.

### Мова
Розподіл населення за рідною мовою за даними перепису 2001 року:
| Мова       | Відсоток |
| ---------- | -------- |
| українська | 84,68 %  |
| російська  | 11,91 %  |
| інші       | 3,41 %   |

## Економіка
- Молочно-товарна ферма.

## Об'єкти соціальної сфери
- Школа.
- Клуб.